# آنا ویکتوریا
بروک آلیسون (به انگلیسی: Ana Victoria) با نام کامل آنا ویکتوریا بوکادورو میگل (به انگلیسی: Ana Victoria Boccadoro Miguel) (زاده ۸ دسامبر ۱۹۸۳) خواننده آمریکایی-مکزیکی است.